# Битва при Дурресе (1915)
Битва при Дурресе  — морское сражение Первой мировой войны, которое произошло 28—29 декабря 1915 года вблизи города Дурреса в Албании, между австро-венгерским военно-морским флотом и кораблями британских, французских и итальянских военно-морских сил.

## История
Италия играла одну из главных ролей в снабжении сербской армии в ходе Первой мировой войны. Примерно за два месяца войны было перевезено 28 000 тонн продовольствия и материалов и боеприпасов, что потребовало 102 переходов итальянских пароходов и парусных судов, и 46 переходов пароходов под флагом союзников или нейтральных стран.
28 декабря 1915 года командующий австро-венгерскими военно-морскими силами Гаус, Антон, дислоцированными в незадолго до этого захваченном черногорском городе Котор, получил сведения о том, что в Дуррес прибыл итальянский пароход и несколько парусников, они находятся в порту и разгружают военные припасы для сербской армии, охраняют их лишь два эсминца.
Гаус приказал легкому крейсеру «Гельголанд» и пяти эсминцам типа «Татра» совершить рейд на Дуррес с целью застать врасплох и потопить вражеские корабли.
В полночь 28 декабря Гельголанд и пять эсминцев покинули Каттаро. Около 02:30 они встретили на своем пути французскую подводную лодку «Монж», которая была атакована эсминцем «Балатон» и потоплена. В 06:00 «Гельголанд» и один эсминец направились к побережью Албании к югу от Дурреса , чтобы предотвратить отход итальянцев в Валону , в то время как остальные четыре эсминца направились в Дуррес, где потопили пароход. Корабли начали обстреливать крепость, однако они сами были обстреляны двумя крупнокалиберными артиллерийскими орудиями, расположенными за пределами города, после чего австрийские корабли отступили. Эсминец «Лика» затонул, а SMS Triglav (1913) получил сильные повреждения и был взят на буксир эсминцем «Татра», который медленным ходом двигался в Котор под защитой «Гельголанда» и эсминцев «Чепель» и «Балатон». Из Котора около полудня на помощь вышел броненосный крейсер «Кайзер Карл VI»  в сопровождении австро-венгерских кораблей «Новара», «Будапешт», «Асперн» с большим количеством торпедных катеров.
Когда известие о появлении эскадры противника достигло Бриндизи, крейсера «Дартмут», «Кварто», «Нино Биксио» и «Уэймут» плюс четыре итальянских эсминца (в том числе «Ипполито Ньево», на котором находился тогдашний лейтенант Альберто Да Зара) и пять французских, чтобы атаковать австро-венгров. В 13:00 «Дартмут», «Кварто» и французские эсминцы заметили австро-венгров, которые, бросив «Триглав», направились на запад, спасаясь от появлявшихся с севера кораблей Антанты. Преследование неприятеля продолжалось до поздней ночи, когда воспользовавшись темнотой, «Гельголанду» и трем уцелевшим эсминцам, направлявшимся на северо-запад, удалось уйти.
«Гельголанд», устранив повреждения, 6 февраля предпринял попытку нового рейда на Дураццо, но обнаружив большое количество кораблей Антанты, был вынужден вернулась на базу.